# Tendrina
Tendrina zijn een onderorde van mosdiertjes (Bryozoa) uit de orde van de Cheilostomatida. De wetenschappelijke naam ervan werd in 2013 voor het eerst geldig gepubliceerd door Ostrovsky.

## Taxonomie
- Onderorde: Tendrina
  -  Superfamilie: Tendroidea Vigneaux, 1949
    -  Familie: Tendridae Vigneaux, 1949